# Ludwigsbad

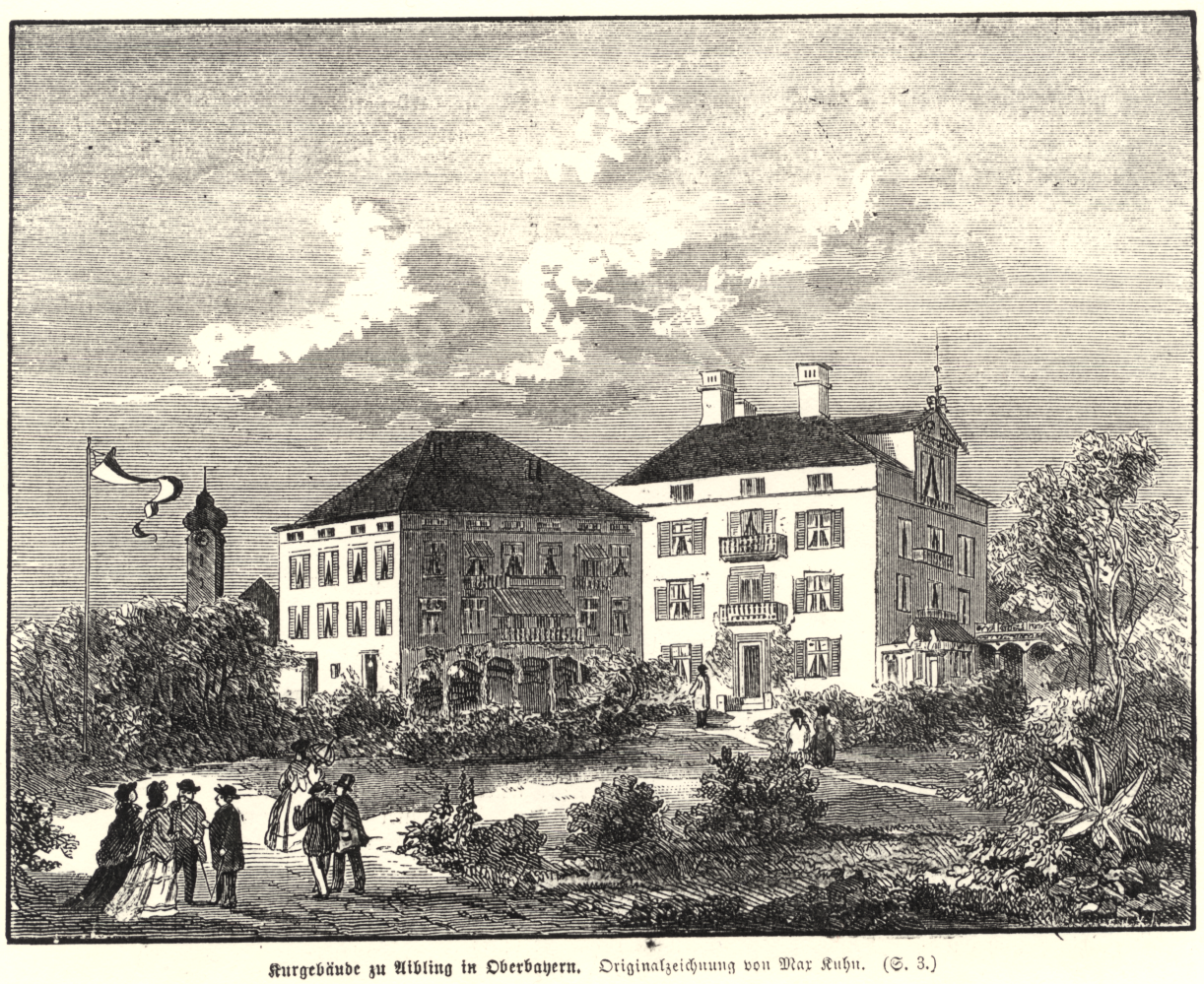
Das Ludwigsbad im 19. Jahrhundert (Holzstich nach Max Kuhn um 1870)

Das ehemalige Kurhotel Ludwigsbad in Bad Aibling war das erste Moorheilbad Bayerns und das erste salinische Moorheilbad der Welt. Es ging aus einer „Soolen- und Moorschlamm-Badeanstalt“ hervor, die Desiderius Beck 1845 gründete.

## Geschichte

### 19. Jahrhundert
Im Jahre 1845 eröffnete Desiderius Beck die Anstalt in der Aiblinger Rosengasse, zunächst als einstöckiges Badhaus, das nach und nach erweitert wurde.
In der ersten Hälfte des 19. Jahrhunderts war das Bad zentraler Punkt der Kurtätigkeit Bad Aiblings, geriet aber dennoch in wirtschaftliche Schwierigkeiten. Diese wurden erst nach der Übernahme durch den Unternehmer Karl von Berüff gelöst. Später wurde der Kurbetrieb weiterhin aufrechterhalten, zugleich wurde jedoch zunehmend Wert auf die Tätigkeit als Grand Hotel gelegt. Das Hotel erhielt im Jahre 1871 zu Ehren des Bayernkönigs den Namen Ludwigsbad.

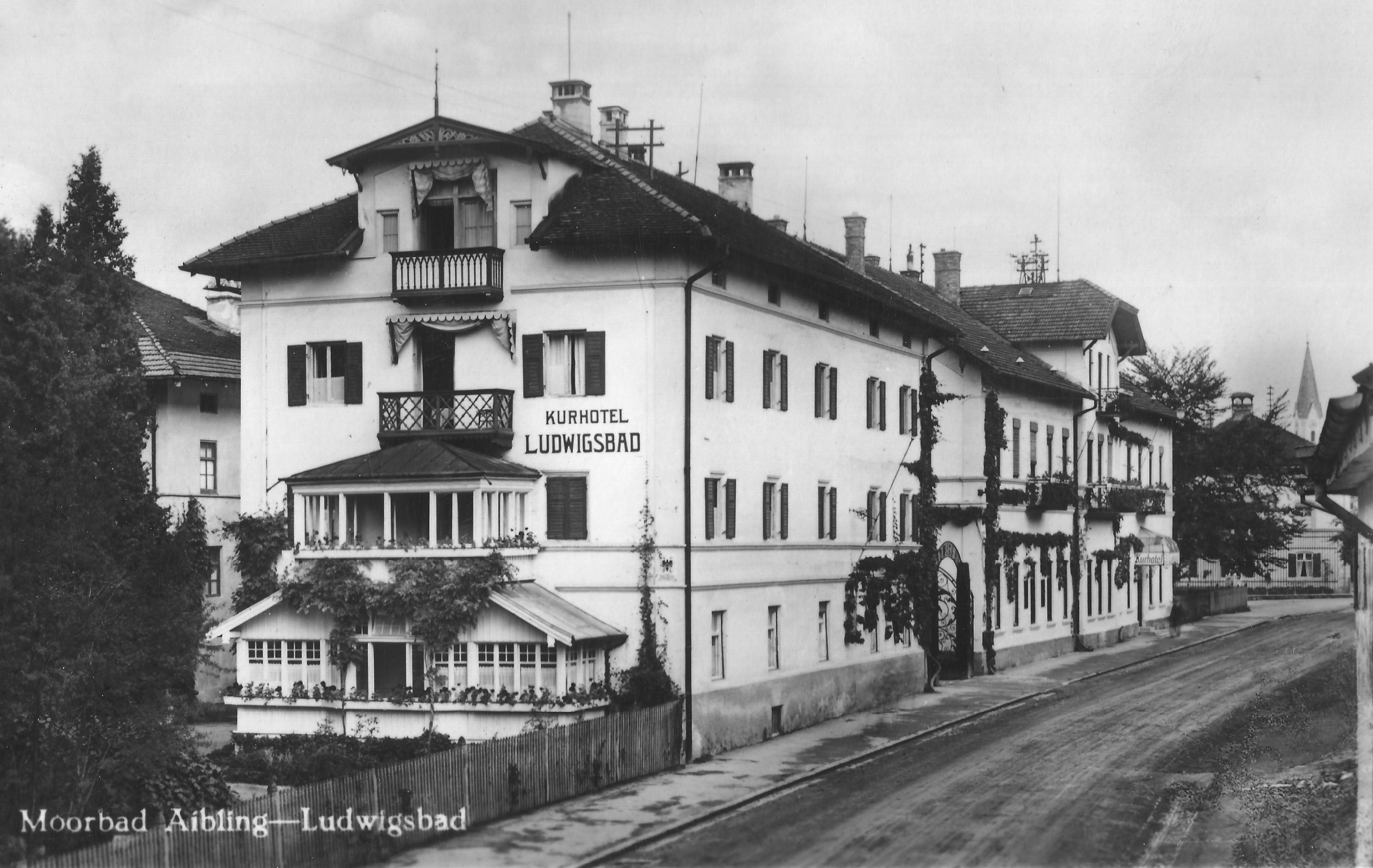
Außenansicht des Ludwigsbads um 1900
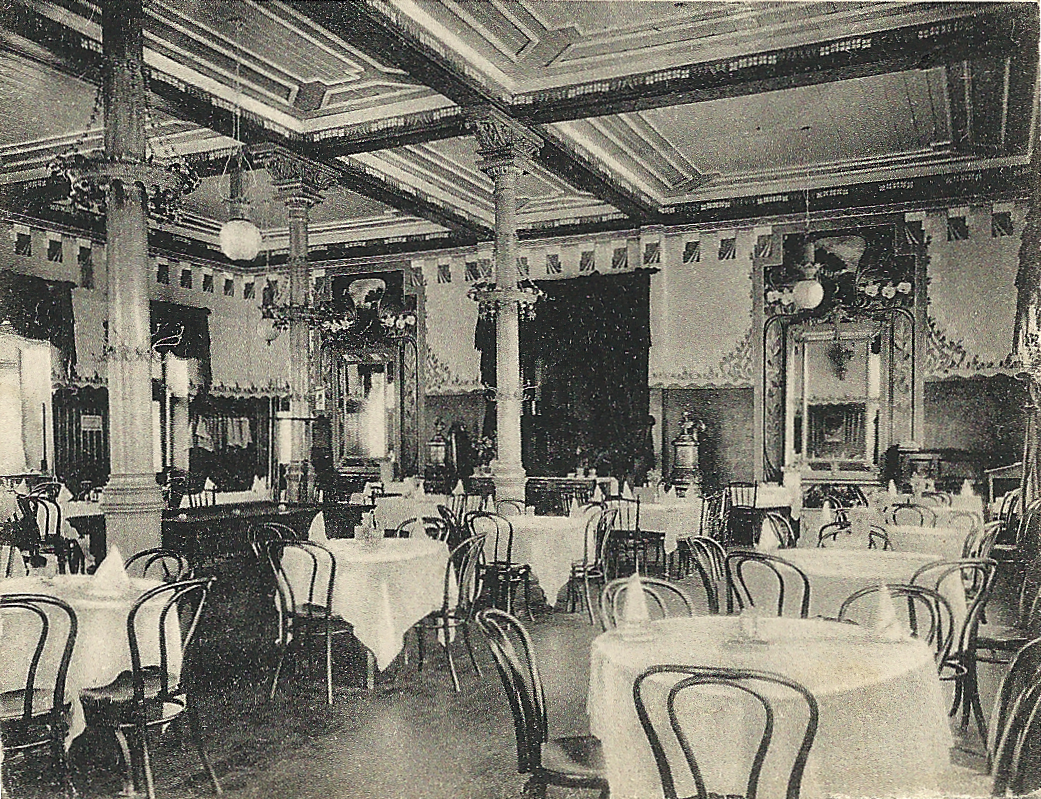
Speisesaal um 1900

### 20. Jahrhundert
Nachdem die Besitzerfamilie in Verschuldung geraten war, musste das Ludwigsbad im Jahre 1902 zwangsversteigert werden. Der Unternehmer und Bankier Ludwig Meggendorfer übernahm das traditionsreiche Anwesen. Ein großzügiger Umbau führte eine für die damalige Zeit sehr moderne technische Ausstattung, bestehend unter anderem in Dampfheizung, elektrischem Licht- und Wasserbad und Duschenzimmern, ein. Unter Leitung des Ingenieurs von Hößle wurde ein modernes „Badehaus“ errichtet, das sich durch eine maschinelle Moorbadbereitungsanlage nach dem „Meggendorfersystem“ auszeichnete, womit der Moorbrei in seiner Konsistenz optimiert und zugleich desinfiziert wurde.
In den folgenden Jahrzehnten bis zum Ersten Weltkrieg folgte eine Blütezeit des Hauses, bevor es in der wirtschaftlich schwierigen Zeit der 20er-Jahre veräußert werden musste. Es befand sich dann bis zum Jahre 1936 im Besitz der Stadt, die es an die Familie Antretter verkaufte, unter deren Führung ein neuer Aufschwung erreicht werden konnte, der über den Zweiten Weltkrieg hinausreichte.
Ende des 20. Jahrhunderts wurde der Betrieb des Ludwigsbads im Zuge des Niedergangs des Kurwesens aus wirtschaftlichen Gründen eingestellt.

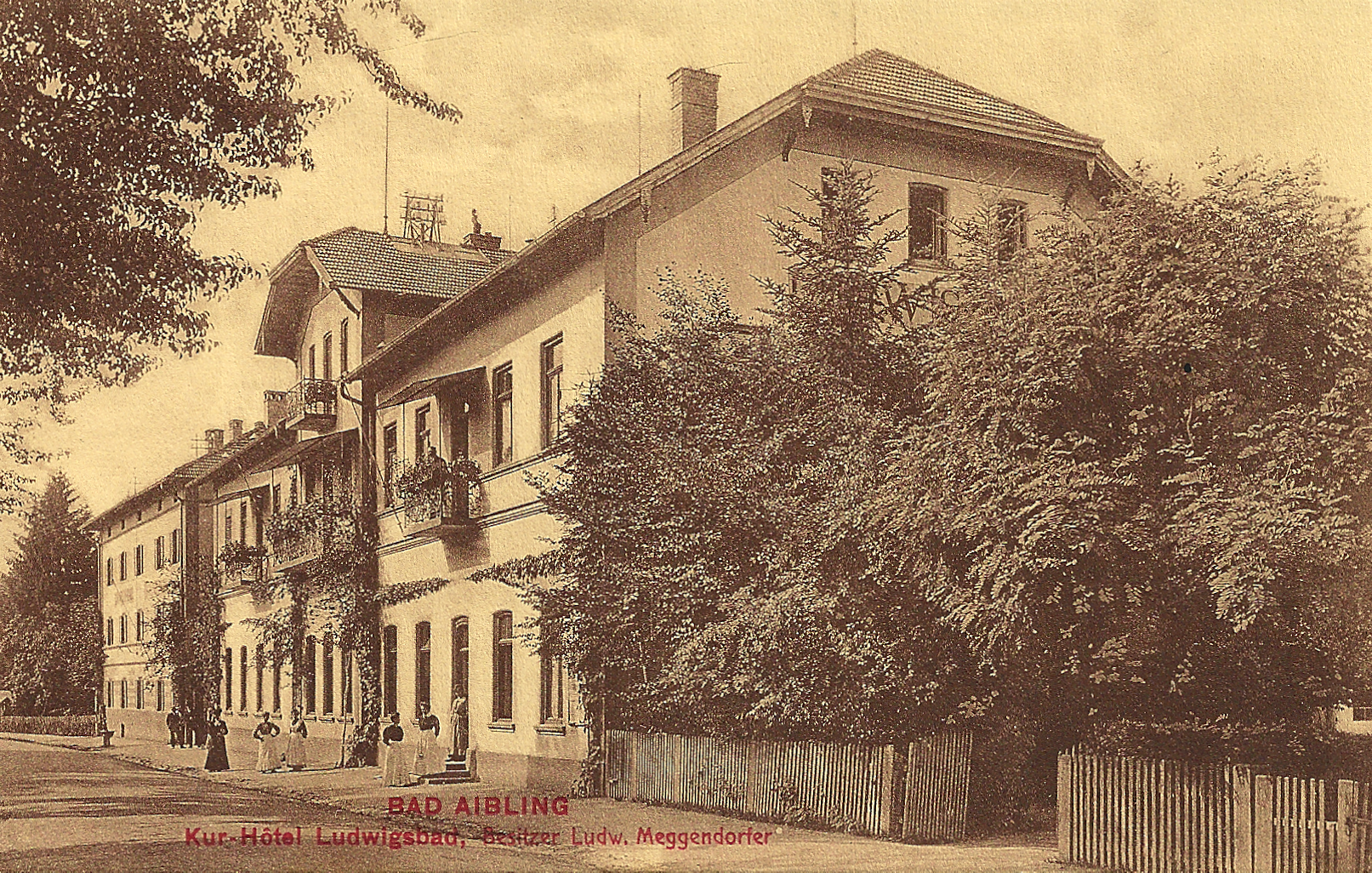
Außenansicht um 1905
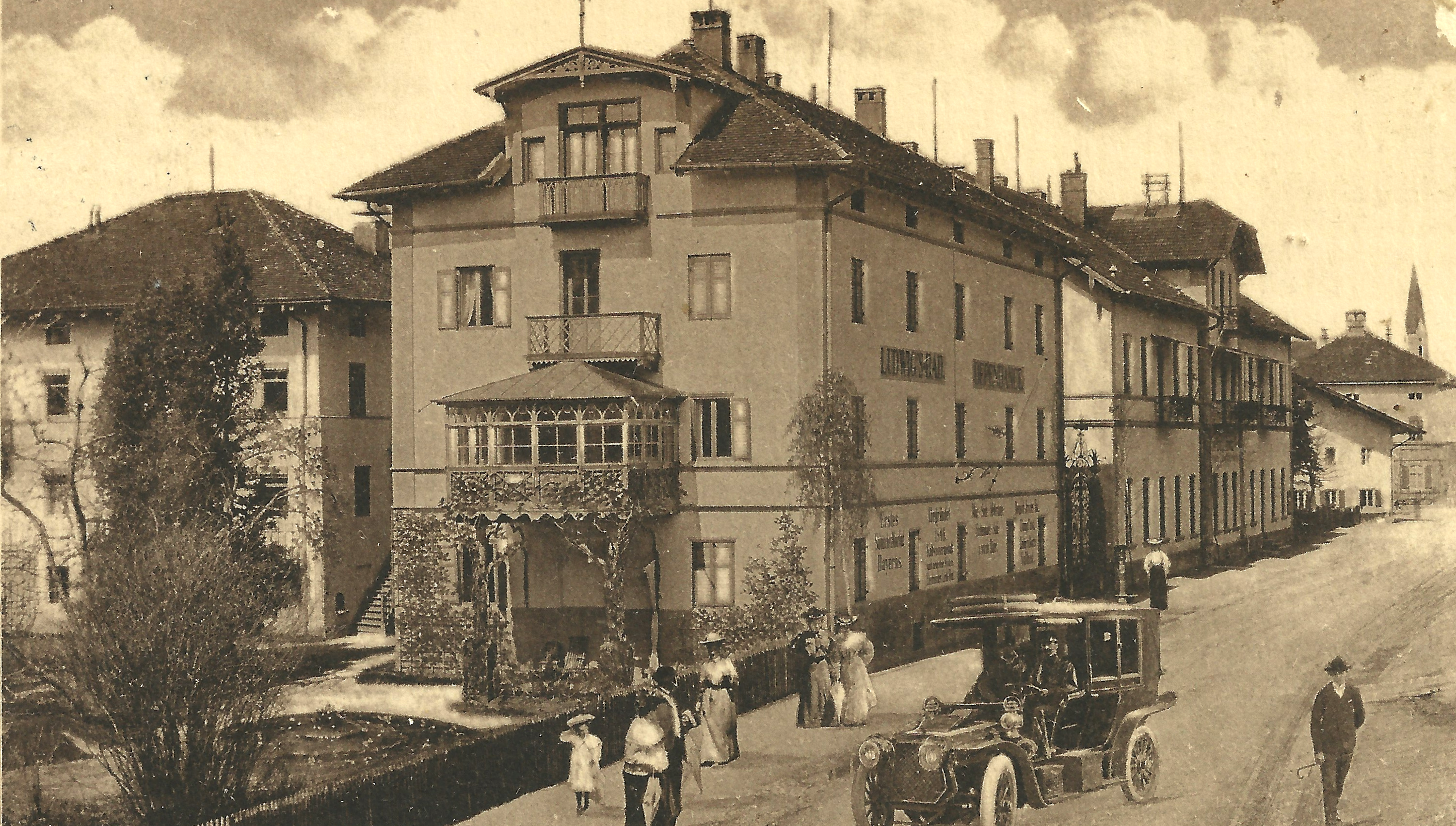
Nördliche Gebäude um 1910
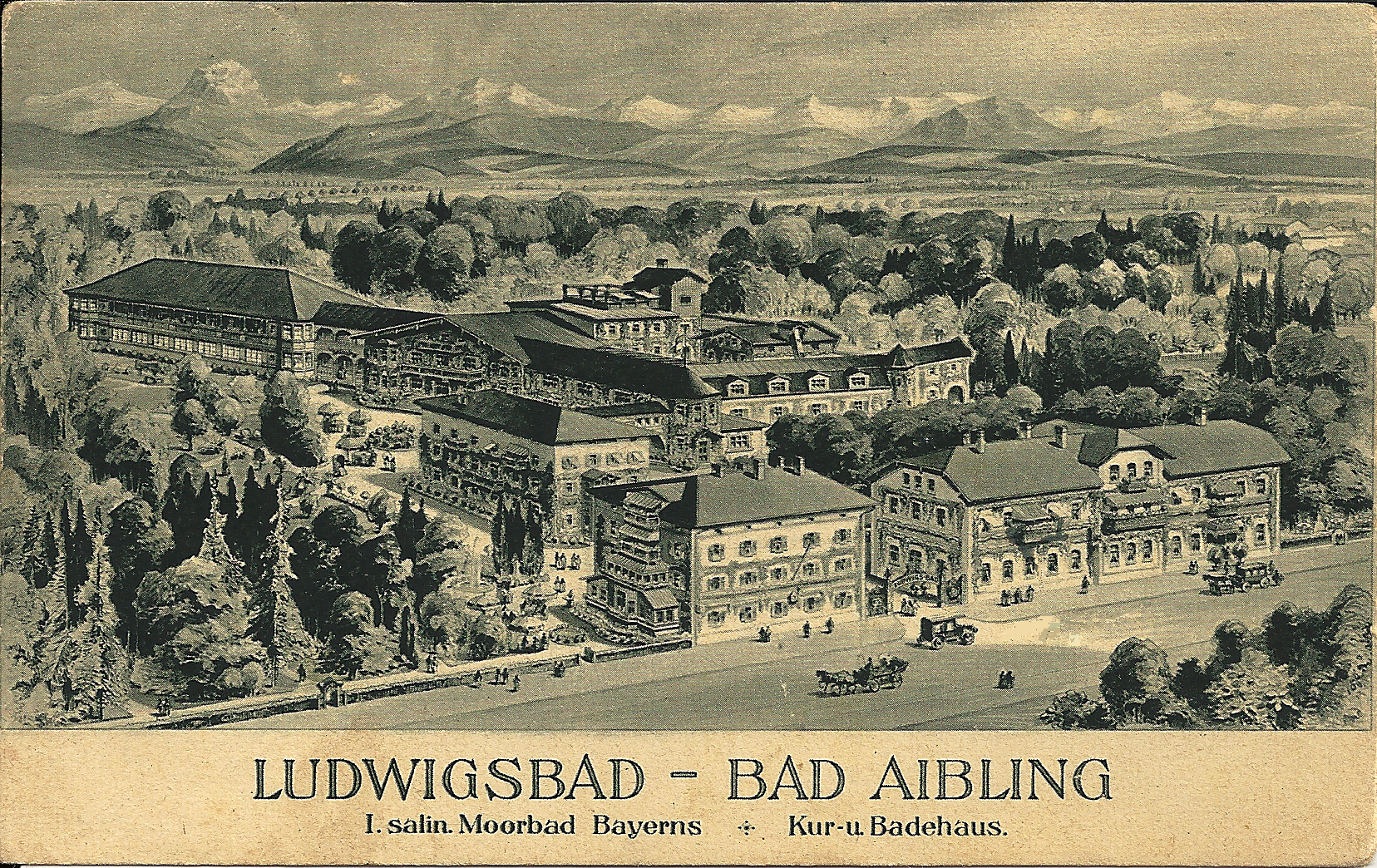
Gesamtansicht der Ludwigsbadanlagen um 1918
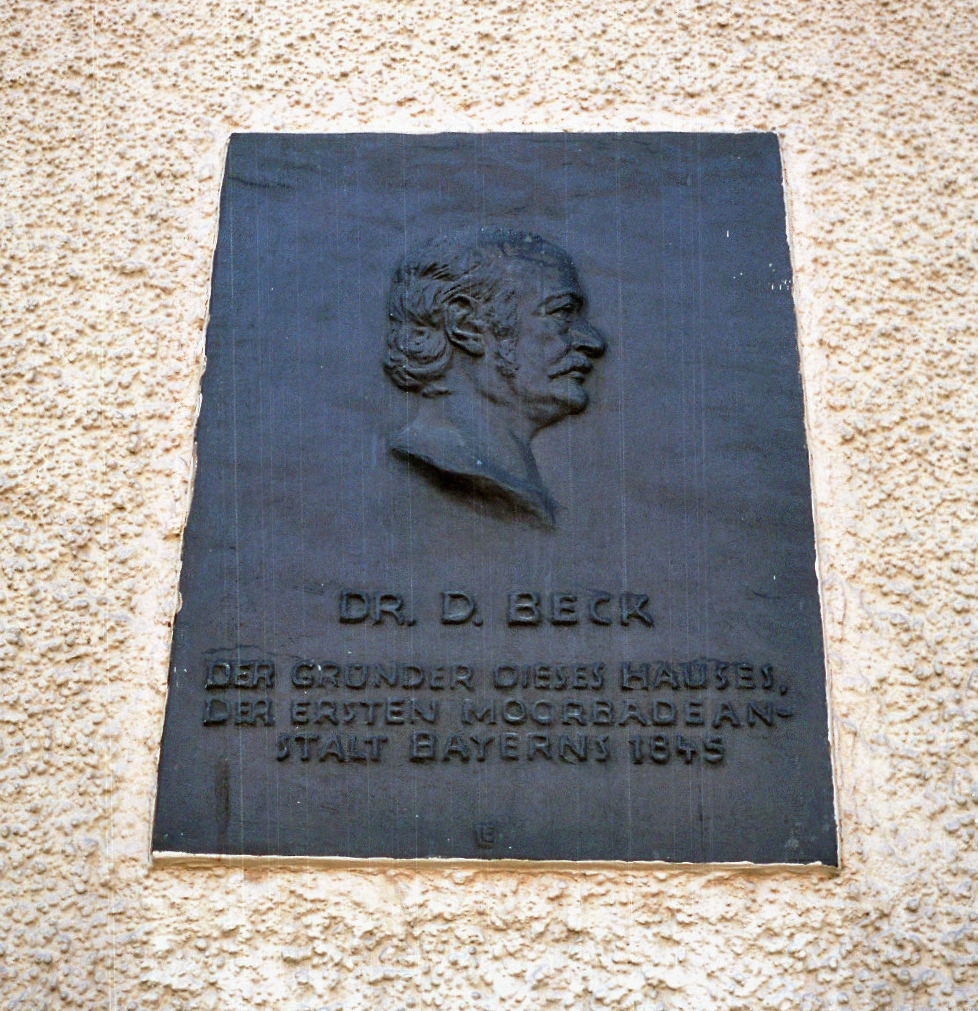
Gedenktafel an der Nordwand des ehemaligen Hotels Ludwigsbad mit einem Bildnis von Dr. Desiderius Beck
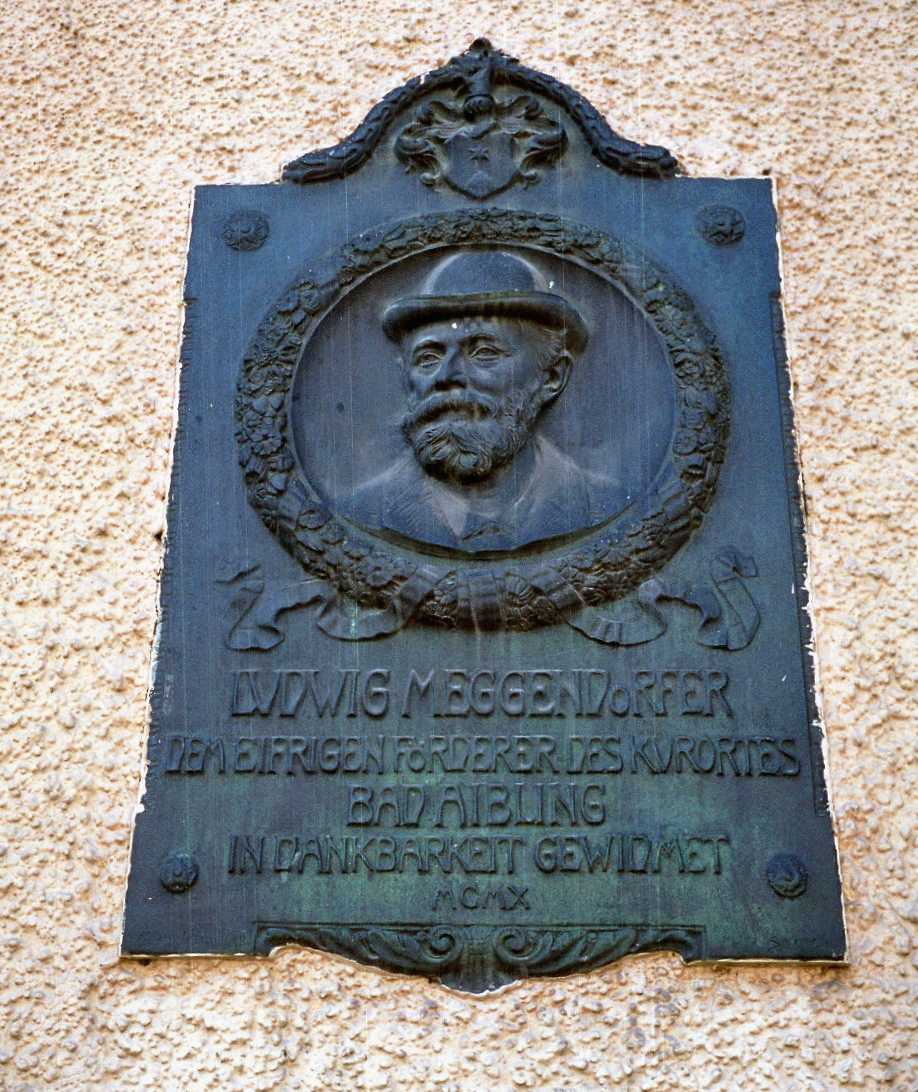
Gedenktafel am ehemaligen Hotel Ludwigsbad mit einem Bildnis von Ludwig Meggendorfer

### 21. Jahrhundert
Am 17. März 2007 wurden die Gebäude Ziel einer Brandstiftung zweier Jugendlicher, die zu schweren Schäden an den historischen Bauwerken führte. Der entstandene Schaden belief sich auf ca. 750.000,00 € bis 2 Mio. €.
Ende 2008 war zunächst noch unsicher, ob die Gebäude erhalten werden können. Immerhin wurden im November 2007 nach politischem Druck der Stadt Bad Aibling auf den Eigentümer der Brandruine Schutzgerüste angebracht und mit der Wiedereindeckung des Daches und der Sicherung der Außenwände gegen Eindringen unberechtigter Personen begonnen. Im Juli 2011 wurden dann aber alle Gebäude komplett abgerissen, damit dort ein Parkplatz errichtet werden kann.
Im Sommer 2017 wurden durch den Besitzer des Geländes die Pläne für eine neue Bebauung des Areals vorgestellt. Diese soll aus sechs Gebäuden, darunter einem Hochhaus mit 34 Metern Höhe, bestehen.

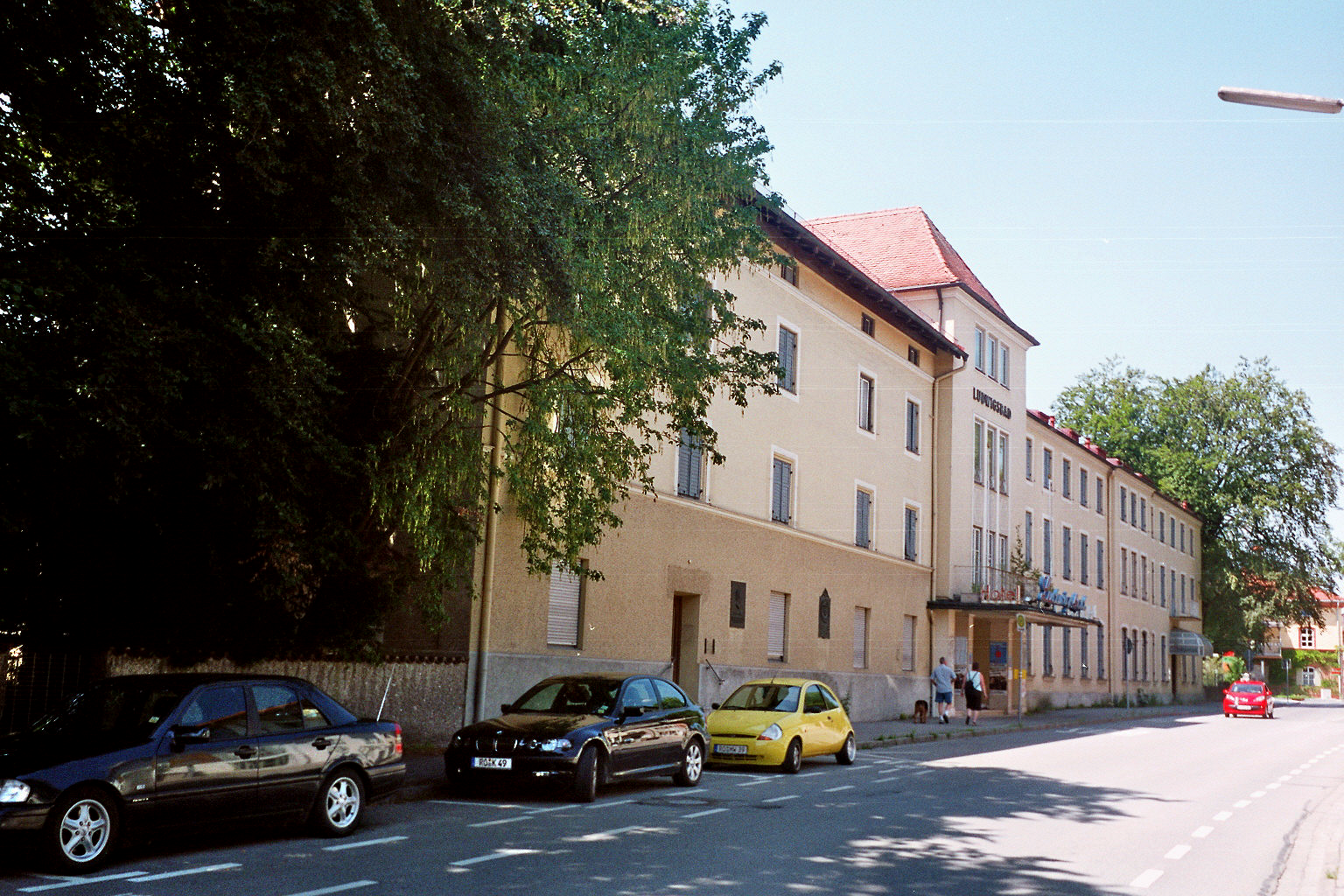
Das aufgelassene Kurhotel Ludwigsbad vor dem Brand (Sommer 2006)
Der Brand im März 2007
Der ausgebrannte Dachstuhl